# Texas (bridge)
Le texas transfer  (o semplicemente texas) conosciuta anche come Jacoby transfer ( a volte le due denominazioni possono sovrapporsi o stabilire regole diverse) è una dichiarazione convenzionale del gioco del bridge, si effettua in risposta all'apertura di 1NT . 
Vi sono diverse varianti della Texas basate sul numero di carte e sul punteggio del rispondente.
Il rispondente avendo almeno (a seconda della varianti di dichiarazione) 5 o 6 carte nei semi nobili effettua questa dichiarazione convenzionale. 
Se ha cuori dichiara quadri, se ha picche dichiara cuori (2 o 4 in base alla convenzione dichiarativa). L’apertore ha l’obbligo a dichiarare il vero seme della richiesta ovvero cuori o picche (sempre al livello basato sulla convenzione dichiarativa: 2 o 4)
Questa convenzione dichiarativa ha un diversi scopi:
1) comunicare la distribuzione delle carte.
2) sondare un FIT nei nobili (l’apertura di 1 SENZA potrebbe avere da 2 a 5 carte in un nobile).
3) far dichiarare dall'apertore il “vero” seme in modo da giocare l'eventuale mano a colore dalla parte con la maggior forza onori.
4) dare la possibilità di ridichiarare mantenendo basso il livello della licita.
La texas può essere fatta dal rispondente anche con zero punti.
La continuazione della dichiarazione dipende dalla forza e dalla distribuzione del rispondente. 
La dichiarazione viene fatta con una mano che vede la manche, ma esclude la visuale di slam. La risposta è forzante 1 giro e l'apertore è obbligato a dichiarare il seme richiesto.

## Storia
Sono state codificate indipendentemente dall'americano David Carter di St. Louis e dallo svedese Olle Willner

## Apertura
- | 1NT | 15-17 po | BIL | 4.3.3.3 - 4.4.3.2 - 5.3.3.2 |
| --- | -------- | --- | --------------------------- |

## Risposte con 6 carte
| 4♦ | Con 6c♥ chiede all'apertore di dichiarare 4♥ |
| -- | -------------------------------------------- |

| 4♥ | Con 6c♠ chiede all'apertore di dichiarare 4♠ |
| -- | -------------------------------------------- |

## Risposte con 5 carte
| 2♦ | Con 5+c♥ chiede all'apertore di dichiarare 2♥ |
| -- | --------------------------------------------- |

| 2♥ | Con 5+c♠ chiede all'apertore di dichiarare 2♠ |
| -- | --------------------------------------------- |

## Varianti

### South african texas
| 1NT | 15-17 po | BIL | 4.3.3.3 - 4.4.3.2 - 5.3.3.2 |
| --- | -------- | --- | --------------------------- |

Questa variante utilizza un maggiore spazio licitativo e permette all’apertore di dichiarare un onore maggiore nel nobile. Se manca chiude direttamente a manche nel nobile; altrimenti la licita passa al rispondente che ha l'informazione necessaria per chiudere lui a manche o proseguire verso lo slam.
| 1NT | P | ? |
| --- | - | - |

| 4♣ | Con 6c♥ chiede all'apertore di dichiarare 4♥ |
| -- | -------------------------------------------- |

| 4♦ | Con 6c♠ chiede all'apertore di dichiarare 4♠ |
| -- | -------------------------------------------- |

#### Cuori
| 1NT | P | 4♣ | P | ? |
| --- | - | -- | - | - |

| 4♥ | 15-17 po | 2+c♥ | Senza onori maggiori di ♥ |
| -- | -------- | ---- | ------------------------- |

| 4♦ | 15-17 po | ?c♦ | Con almeno 1 onore maggiore di ♥ |
| -- | -------- | --- | -------------------------------- |

#### Picche
| 1NT | P | 4♦ | P | ? |
| --- | - | -- | - | - |

| 4♠ | 15-17 po | 2+c♠ | Senza onori maggiori di ♠ |
| -- | -------- | ---- | ------------------------- |

| 4♥ | 15-17 po | ?c♥ | Con almeno 1 onore maggiore di ♠ |
| -- | -------- | --- | -------------------------------- |